# Mặc Tử
Mặc Tử (墨子, 468—376 TCN), tên thật là Mặc Địch (墨翟), người nước Lỗ, thời Chiến Quốc. Ông sinh ra và lớn lên trong 1 gia đình tiểu thủ công. Ông là người vốn gần gũi thực tế xã hội với người nhân dân lao động.
Học thuyết "Mặc Tử" đã nêu lên gồm 10 chủ trương lớn (có thể nói là mười cương lĩnh chính trị của ông), nội dung được chia thành mười loại: Thượng Hiền, Thượng Đồng, Tiết dụng, Tiết táng, Phi lạc, Phi mệnh, Thiên chí, Minh quỹ, Kiêm ái, Phi công.
Học thuyết "Mặc Tử" vốn có 71 thiên. Ngày nay còn giữ lại được 53 thiên trong đó có hai thiên "Kinh thượng" và "Kinh hạ" là do ông viết còn lại phần lớn là do các đệ tử, học trò dựa theo lời nói, bài giảng và những việc làm của ông và các học giả Mặc gia, ghi chép chỉnh lý thành sách.

## Phim Truyện
Trong bộ phim truyền hình The Qin Empire (2009), trường phái của hậu duệ Mặc Tử đã thành lập Mặc Gia, đối đấu với cải cách Thương Ưởng - Tả Thứ Trưởng nước Tần dưới thời Tần Hiếu Công.